# Shahrestān-e Behbahān
Shahrestān-e Behbahān (persiska: شهرستان بهبهان, بهبهان) är en delprovins (shahrestan) i Iran.   Den ligger i provinsen Khuzestan, i den centrala delen av landet, 600 km söder om huvudstaden Teheran. Administrativ huvudort är Behbahan.
Delprovinsen hade 180 593 invånare 2016.